# Francesco Malaguzzi Valeri
Francesco Malaguzzi Valeri (Reggio nell'Emilia, 23 ottobre 1867 – Bologna, 23 settembre 1928) è stato uno storico dell'arte, numismatico e funzionario italiano.

## Biografia
Nato a Reggio da famiglia nobile (il padre Gherardo era conte), studiò giurisprudenza prima a Modena e poi alla Sapienza dove si laureò nel 1890. La tesi, Il diritto di grazia, fu poi pubblicata a Reggio.
Tornato in patria, frequentò gli archivi, prima a Reggio e poi a Bologna, su artisti della zona e poi, una volta a Bologna, sulle miniature. Collaborò con l'Archivio storico dell'arte, una pubblicazione diretta da Domenico Gnoli e Adolfo Venturi; con quest'ultimo era già in contatto dal tempo della sua permanenza a Roma.
Nell 1894 pubblicò sulla Rivista italiana di numismatica un saggio sulla zecca di Reggio Emilia e nel 1897 uno su quella di Bologna.
Agli inizi del 1899 si trasferì a Milano, chiamato dal cugino Ippolito Malaguzzi Valeri, che era direttore dell'Archivio di Stato di Milano. Uno dei risultati all'Archivio di Stato è "Ricamatori e arazzieri a Milano nel Quattrocento".
Nel 1903 Corrado Ricci, che era all'epoca direttore di Brera e stava per essere trasferito a Firenze, lo scelse come collaboratore per il riordino delle sale e per il catalogo della quadreria. Il catalogo fu poi pubblicato nel 1908 a Bergamo.
Nel 1906, sempre a Bergamo, uscirono i suoi due volumi dedicati a Milano, nella serie Serie Italia Artistica della Collezione di monografie illustrate, che era diretta da Ricci.
Altre ricerche sfociarono nei 4 volumi de La corte di Ludovico il Moro, pubblicati a Milano tra il 1913 e il 1923.
Offrì la propria esperienza di storico dell'arte all'amico e collezionista modenese Matteo Campori, per aiutarlo ad ampliare la sua collezione privata di oggetti d'arte, inaugurata nel 1925 a Palazzo Campori a Modena.
Alla fine del 1914 divenne direttore della Pinacoteca Nazionale di Bologna e di soprintendente alle Gallerie di Bologna e della Romagna. 
Rimase a Bologna, dove morì suicida nel settembre del 1928.
Francesco Malaguzzi Valeri è sepolto nel Recinto dei Sarcofagi della Certosa di Bologna.

## Pubblicazioni
- Il diritto di grazia, Reggio Emilia, 1894
- La Zecca di Reggio Emilia, in RIN, VII, Milano, Società numismatica italiana, 1894.
- Pittori lombardi del Quattrocento, Milano, 1902.
- L'architettura a Bologna nel Rinascimento, Rocca San Casciano, Licinio Cappelli editore, 1899.
- Pittori lombardi del quattrocento, Milano, 1902.
- Milano, in Collezione di monografie illustrate: Serie Italia Artistica, vol. 25-26, Bergamo, Istituto Italiano d'Arti Grafiche, 1906.
  - Parte I
  - Parte II
- Catalogo della R. Pinacoteca di Brera, Bergamo, Istituto Italiano d'Arti Grafiche, 1908.
- La corte di Lodovico il Moro (4 voll.), Milano, 1913-1923.
- Leonardo da Vinci e la scultura, Bologna, Zanichelli, 1922.